# Konrad Lex
Konrad Lex (* 7. Dezember 1974 in Eggenfelden) ist ein deutscher Skibergsteiger und Mitglied der deutschen Nationalmannschaft im Skibergsteigen.
Er ist der Bruder von Christian Lex.
Lex ist amtierender Deutscher Meister im Skibergsteigen und Angehöriger der Sektion Gangkofen des Deutschen Alpenvereins.

## Sportliche Erfolge (Auswahl)
- 2005:
  - 9. Platz beim Dammkarwurm
- 2006:
  - 7. Platz Deutsche Meisterschaft Single
  - 9. Platz beim Mountain Attack Marathon-Herren, Saalbach
- 2007:
  - 1. Platz Deutsche Meisterschaft Skibergsteigen Single
  - 3. Platz Deutsche Meisterschaft Vertical Race
  - 4. Platz in der Herrenstaffel (Steurer, Echtler, Klinger) bei der Europameisterschaft in Frankreich
- 2008:
  - 2. Platz Deutsche Meisterschaft Skibergsteigen Team
  - 3. Platz Deutsche Meisterschaft Vertical Race
  - 6. Platz Weltmeisterschaft Skibergsteigen Staffel (mit Steurer, Strobel und Klinger)
- 2009:
  - 1. Platz Deutsche Meisterschaft im Vertical Race, Hochgrat
- 2010:
  - 1. Platz Mountain Attack Marathon in Saalbach Hinterglemm
  - 1. Platz Deutsche Meisterschaft Dammkarwurm[1]
  - 2. Platz Jennerstier
- 2011:
  - 1. Platz Deutsche Meisterschaft Vertical Race Champ Or Cramp am Goldeck[2]
  - 1. Platz Rofanaufstieg[3]
  - 3. Platz Hochgrat Skiralley Deutsche Meisterschaft Single